# Georgie Gent (calciatore)
Georgie Simon Gent (Manchester, 23 settembre 2003) è un calciatore inglese, difensore del Barnsley.

## Caratteristiche tecniche
Gioca come terzino sinistro.

## Carriera
Gent è cresciuto nel settore giovanile del Manchester City, che ha lasciato nel 2019 per passare al Blackburn. Ha firmato il suo primo contratto professionistico il 4 aprile 2022.
Il 1º settembre 2023 è stato ceduto in prestito al Motherwell ed il 16 settembre ha giocato il suo primo incontro professionistico in Scottish Premiership contro il St. Mirren. Ha segnato il suo primo gol il 20 gennaio 2024 in Scottish Cup contro l'Alloa Athletic.
Nell'estate del 2024 viene ceduto per 235000 € al Barnsley, club della terza divisione inglese.

## Statistiche

### Presenze e reti nei club
Statistiche aggiornate al 28 aprile 2024.
| Stagione        | Squadra         | Campionato      | Campionato | Campionato | Coppe nazionali | Coppe nazionali | Coppe nazionali | Coppe continentali | Coppe continentali | Coppe continentali | Altre coppe | Altre coppe | Altre coppe | Totale | Totale | Totale |
| Stagione        | Squadra         | Comp            | Pres       | Reti       | Comp            | Pres            | Reti            | Comp               | Pres               | Reti               | Comp        | Pres        | Reti        | Pres   | Reti   |        |
| --------------- | --------------- | --------------- | ---------- | ---------- | --------------- | --------------- | --------------- | ------------------ | ------------------ | ------------------ | ----------- | ----------- | ----------- | ------ | ------ | ------ |
| 2023-2024       | Motherwell      | SP              | 29         | 1          | CS+CdL          | 2+0             | 1+0             |                    | -                  | -                  |             | -           | -           | 31     | 2      |        |
| Totale carriera | Totale carriera | Totale carriera | 29         | 1          |                 | 2               | 1               |                    | -                  | -                  |             | -           | -           | 31     | 2      |        |